# Fonds de solidarité FTQ
Le Fonds de solidarité FTQ est une société de capital-développement créée par la Fédération des travailleurs et travailleuses du Québec en juin 1983 qui fait appel à l'épargne et à la solidarité de l'ensemble de la population du Québec. 

## Histoire

### Les débuts
Le Fonds de solidarité de la FTQ est constitué par une loi de l'Assemblée nationale du Québec adoptée le 23 juin 1983. 
Avant cette date, la FTQ avait déjà proposé de constituer un fonds d'investissement de soutien à l'emploi lors du Sommet socioéconomique convoqué d'urgence les 5, 6 et 7 avril 1982 par le gouvernement du Québec alors dirigé par René Lévesque. Le contexte était alors celui de la récession du début des années 1980, qui est vécue comme une véritable crise au Québec et au Canada à compter de l'été 1981, avec des taux d'intérêt au-dessus de 20% et un taux de chômage de presque 14% en moyenne en 1982. Élaboré par le conseiller économique Jean-Guy Frenette, le fonds proposé par la FTQ aurait été administré conjointement par le gouvernement, les syndicats et le patronat, et aurait donné la priorité à la relance de l'emploi dans le secteur manufacturier et celui du bâtiment. Si le projet n'est pas adopté, il fait néanmoins progresser la discussion du Sommet, qui produit un consensus social autour de la relance du bâtiment. Ce sera la Corvée-Habitation, qui dépassera son objectif de création de 50 000 emplois et permettra de construire 56 000 logements selon les chiffres officiels de la Société d'habitation du Québec qui administrait le programme.
Même si elle n'est pas retenue lors du Sommet, l'idée d'un fonds national d'emploi intéresse plusieurs personnes dans le milieu politique péquiste. Il y a notamment les «deux Marois» (Pierre Marois, ministre du Travail et de la Main-d’œuvre et son successeur Pauline Marois) et le député et ex-ministre Denis de Belleval, qui dépose en septembre 1982 un rapport de 20 pages dans lequel il propose un fonds tripartite (patronat, travailleurs, État) d'un montant de 750 M$. Le projet est cependant rejeté.
C'est donc en solo que la FTQ poursuit son projet de fonds de solidarité, qui est appuyé dans son principe par une résolution du conseil général de la FTQ tenu à Jonquière les 8-9 novembre 1982 et annoncé officiellement le 3 mars 1983. Le projet annoncé s'appuie sur des études de faisabilité et de rentabilité préparées par Jean-Guy Frenette aidé bénévolement d'un certain nombre de cadres de la Société de développement des coopératives (SDC), notamment Claude Blanchet, Denis Dionne, Pierre Laflamme et Normand Chatigny.
Le premier conseil d'administration se compose de Louis Laberge (président), Nicolle Forget (vice-présidente), Fernand Daoust (secrétaire), Claude Blanchet (président-directeur général), Claude Morrisseau, Clément Godbout, Edmond Gallant, Claude Ducharme, Fernand Boudreau, Lise Fortin, Jean-Guy Frennet, Gaétan Couture, Raymond Bachand. 
Les premières sommes versées au Fonds en 1984 proviennent d'une campagne de souscription à 10 $ l'action lancée d'abord auprès des syndiqués sous le thème «Une action pour l'emploi». Plus de 500 000 $ versés par 1 000 actionnaires sont accumulés au bout de trois semaines. Un important travail d'«enracinement» du Fonds au sein de tous les syndicats affiliés est effectué par un réseau bénévole de responsables locaux, qui diffuse de l'information et s'efforce de développer l'adhésion des travailleurs et des travailleuses par la déduction à la source de leur salaire. Une petite équipe de salariés travaillant directement pour le Fonds est également embauchée : elle obtient son accréditation syndicale (et s'affilie à la FTQ) le 28 mars 1984. En avril, on commence à étudier les premières demandes de subvention. En mai 1984, le Fonds de solidarité intervient pour la première fois dans une entreprise , la Poterie Laurentienne (une firme affiliée à la FTQ). Cette intervention consiste en une aide technique grâce à laquelle l'entreprise peut faire passer son nombre d'employés de 60 à 120 et réembauche même une dizaine d'employés licenciés à la suite d'une grève illégale. En décembre 1984, le Fonds de solidarité effectue son premier investissement, auprès de la Scierie des Outardes de Baie-Comeau,.
À ses débuts, le Fonds de solidarité FTQ ne fait pas l'unanimité au sein du milieu syndical. La société de capital est surtout la cible de la Confédération des syndicats nationaux (CSN) et des courants plus à gauche. La CSN reproche notamment au Fonds de solidarité de ne pas pouvoir respecter ses promesses de retour sur investissement. Au congrès de mai 1984, Gérald Larose, alors président de la CSN, s'exprime à ce sujet: «Par leurs taxes et impôts, et leurs cotisations aux caisses de retraite, les travailleurs participent déjà au financement des entreprises. Il n’est donc pas question de leur demander de se priver de plus de revenus encore en versant des cotisations volontaires dans un fonds à rendement et sécurité douteux, ayant un impact marginal sur le choix d’investissements et créant des espoirs qui ne sauraient être comblés.». Quant à eux, les militants syndicaux d'orientation marxiste reprochent au Fonds de solidarité FTQ de faire le jeu du capitalisme et de risquer les économies des travailleurs.

### Investissements dans les PME et reconnaissance du Fonds
Le 23 février 1985, le Fonds de solidarité FTQ tient sa première assemblée annuelle des actionnaires. Le président, Louis Laberge, admet alors qu'il aurait souhaité avoir plusieurs millions d'actionnaires dès la première année mais que «c'est un début». Le jour même, le Fonds reçoit un étonnant soutien: celui de l'ancien président de la CSN, Marcel Pepin. Dans une entrevue accordée au journal La Presse, ce dernier déclare: «Le syndicalisme doit proposer des solutions nouvelles. Corvée-Habitation, le Fonds de solidarité de la FTQ, c’est une voie qui doit se multiplier. Les syndicats doivent se préoccuper de l’emploi, se préoccuper davantage d’économie.» En ce printemps 1985, le Fonds de solidarité gagne en crédibilité lorsqu'il investit au sein des Camions Pierre Thibault, une entreprise bien connue des Québécois qui fabrique des camions à incendie et des échelles de pompiers. La Fonds, en investissant 700 000$, se voit alors participer dans la compagnie à hauteur de 23,5%. Cet investissement permet de doubler le nombre d'employés de l'entreprise et d'améliorer leurs conditions de travail.
Le gouvernement fédéral canadien, approuvant les initiatives du Fonds de solidarité FTQ, décide de l'encourager financièrement. Brian Mulroney, alors Premier ministre du Canada, annonce au printemps 1985 que le Fonds de solidarité va bénéficier d'une somme de 10 millions de dollars ainsi que de divers avantages fiscaux. Cette même année, le Fonds de solidarité continue à investir au sein de petites et moyennes entreprises, contribuant notamment à la réouverture de l’usine de poutrelles des Aciers Truscon, à LaSalle, et participant à l'ouverture d'une super-usine de panneaux de fibre bois MDF, à Mont-Laurier (cet investissement d'1 million de dollars en capital-action était le plus important du Fonds à l'époque). Le 26 octobre 1985, ces financements permettent au Fonds de se voir accorder le «Prix PME 85» pour sa «contribution exceptionnelle à l'essor de la PME [petite et moyenne entreprise] au Québec». En date du 31 octobre 1985, le Fonds de solidarité compte 30 millions de dollars en actifs et 6300 actionnaires. 

### L'entrée dans la cour des grands
Dès 1986, le Fonds de solidarité FTQ est en voie de devenir un important acteur de l'économie québécoise. Le 11 février, Louis Laberge devient le premier président syndical à prendre parole devant la Chambre de commerce de Montréal. Laberge plaide alors pour un nouveau mode d'organisation des entreprises par le biais d'une gestion participative qui inclut les employés. Il insiste toutefois sur le fait qu'il ne s'agit pas d'une initiative anticapitaliste en assurant que les travailleurs veulent prendre leur place mais ne veulent pas remplacer les patrons. En ce sens, il souligne que le Fonds de solidarité n'est pas fondamentalement contre la notion de profit: « Pour nous à la FTQ, ce n’est pas un mot sale [le mot profit], un mot tabou. Les gens qui investissent leur argent et font des efforts ont le droit d’espérer un profit, pourvu qu’ils n’exploitent personne. D’ailleurs, nous n’avons jamais été contre le profit mais contre le profit maximum, contre les employeurs qui ne cherchent qu’à maximiser leurs profits sur le dos des employés. C’est évident qu’on aime bien mieux négocier avec un employeur qui fait des profits qu’avec une entreprise qui branle dans le manche. Car les problèmes des patrons deviennent rapidement les problèmes des employés.»
Au printemps 1986, le Fonds de solidarité fait une série d'investissements qui lui permettent de diversifier son champ d'action au sein de l'économie québécoise: on finance un centre communautaire, des compagnies en informatique, dans la production d'acier, de pneus rechapés ou encore de jouets. De façon plus notable, le Fonds effectue son premier investissement dans la haute technologie en finançant Logiquest, une nouvelle firme d'informatique montréalaise. Durant la même période, le Fonds initie des «formations économiques» permettant aux employés d'être informés sur la situation économique de leur entreprise afin de pouvoir éventuellement exercer une influence sur son mode de gestion. Cette initiative vise à créer un «laboratoire de la démocratie économique dans l'entreprise au Québec». À la fin de l'année 1986, l'actif du Fonds de solidarité FTQ dépasse les 50 millions de dollars et la société de capital compte presque 20 000 adhérents. Le 13 octobre, le Fonds déménage dans des locaux plus spacieux, au 14e étage du 500 Sherbrooke Ouest, dans le bâtiment Loto-Québec. 

### Le Fonds prend son envol
L'année 1987 est caractérisée par une forte croissance du Fonds de solidarité. Du 25 au 31 janvier,les responsables locaux du fonds organisent la première Semaine nationale du Fonds. Le 1er mars, le Fonds franchit le seuil des 40 000 adhérents et le capital atteint les 90 millions de dollars grâce à la «Campagne des REER (Régime enregistré d'épargne-retraite)». La société de capital se met à investir de plus grosses sommes dans les entreprises au sein desquelles elle s'implique. Ainsi, le 1er mai 1987, jour de fête du travail, le Fonds de solidarité FTQ fait le plus grand investissement de son histoire à ce jour: 5 millions de dollars pour Tembec, une entreprise de pâtes et papiers située à Témiscaming, une petite ville du Nord-Ouest québécois. Cet investissement est également la première collaboration entre le Fonds et la Caisse de dépôt et placement du Québec (CDPQ), qui décide également d'investir dans le projet. 
Au même moment, les débats quant à la nature du Fonds de solidarité FTQ sont relancés. Alors que la FTQ organise un forum de trois jours sur la «gestion participative», des débats surgissent quant aux positions à adopter face au patronat. Alors que certains considèrent que les ouvriers et les patrons doivent collaborer en vue du succès des entreprises, les éléments les plus à gauche de la centrale syndicale insistent sur le caractère conflictuel des relations de travail et se méfient des réformes patronales visant à «humaniser» le capitalisme. Ces «nouvelles stratégies patronales (NDP)» sont dénoncées et on appelle à la méfiance en mettant en place des «nouvelles stratégies syndicales (NSS)» afin d'insister sur le contrôle des entreprises par les salariés eux-mêmes. 
Au congrès du 30 novembre 1987, la FTQ précise ses orientations idéologiques en soutenant la «social-démocratie» qu'on préfère désormais au terme «socialisme démocratique». Au même moment, le Fonds de solidarité FTQ, en collaboration avec la Ville de Montréal, lance le Fonds de développement Emploi-Montréal, un fonds de capital de risque qui vise à supporter les PME créant de l'emploi dans certains quartiers montréalais où le taux de chômage est élevé.    
En 1988, le Fonds continue de diversifier ses investissements en s'engageant pour la première fois dans l'industrie minière, en Abitibi. Au début de cette même année, le Fonds de solidarité FTQ atteint le seuil des 11 000 emplois créés et le magazine Affaires+ lui dédie un reportage intitulé «L'irrésistible ascension du Fonds de solidarité». Au printemps 1988, la société de capital annonce son deuxième plus grand investissement à ce jour en plaçant 4 millions de dollars dans le groupe Permacon, le plus grand producteur de  béton préfabriqué au Canada. Plusieurs «Fonds régionaux» sont également mis en place afin d'encourager les investissements dans des régions comme l'Estrie ou encore la ville de Québec. En novembre, le Fonds participe même au rachat des Nordiques de Québec, l'équipe de hockey de la capitale nationale.  À la fin de l'année 1988, les actifs du Fonds de solidarité s'élèvent à 216,6 millions de dollars et le nombre d'adhérents se rapproche de 67 000.         
 (septembre 2014).
- 1990 : Création de SOLIM, fonds spécialisé en investissements immobiliers. Aujourd’hui connu sous le nom de Fonds immobilier de solidarité FTQ
- 1990 : Création, en partenariat avec l’Union des municipalités régionales de comté (UMRCQ), de la société en commandite SOLIDEQ, chargée de mettre en place les SOLIDES, aujourd’hui connu sous le nom de Fonds locaux de solidarité FTQ.
- 1996 : Création des Fonds régionaux de solidarité FTQ.
- 2002 : La barre des 500 000 actionnaires est franchie.
- 2005 : Le ministère des Finances annonce une modification aux règles d’investissement du Fonds, lui permettant des possibilités d’investissement plus élargies dans de plus grandes entreprises.
- 2009 : Adhésion au Pacte mondial de l'Organisation des Nations unies.
- 2010 : Adhésion aux Principes pour l’investissement responsable (PRI) selon le Global Reporting Initiative (GRI)

## Réseau
Le Fonds de solidarité, dont le siège social est à Montréal, possède un réseau composé de sociétés indépendantes, comprenant 16 Fonds régionaux de solidarité FTQ, 87 Fonds locaux de solidarité FTQ ainsi que le Fonds immobilier de solidarité FTQ. Son réseau d’investissement comprend également 77 fonds spécialisés.  

## Mission
Le Fonds de solidarité FTQ a été constitué le 23 juin 1983 par une loi de l’Assemblée nationale du Québec sous le gouvernement Lévesque.
La principale mission du Fonds de solidarité consiste à contribuer à la croissance économique du Québec en créant et en sauvegardant les emplois au moyen d’investissements dans les entreprises de l’ensemble des secteurs d'activité de l’économie Canadienne au Québec. L'un de ses objectifs consiste également à encourager l’épargne-retraite et à procurer aux actionnaires-propriétaires un rendement raisonnable qui s’ajoute aux avantages fiscaux qui leur sont consentis par les deux ordres de gouvernements.

## Financement d'entreprises
Au 30 novembre 2021, le Fonds de solidarité FTQ annonce des investissements de 688 millions $ pour l’économie du Québec (au cours de la période de six mois terminée le 30 novembre 2022). 
Le Fonds est partenaire directement ou par l’intermédiaire de l’un des membres de son réseau, de plus de 3 600 entreprises canadienne au Québec.